# Wioska (Góra)
Pour les articles homonymes, voir Wioska.
Wioska est une localité polonaise de la gmina de Niechlów, située dans le powiat de Góra en voïvodie de Basse-Silésie.